# Cardenal

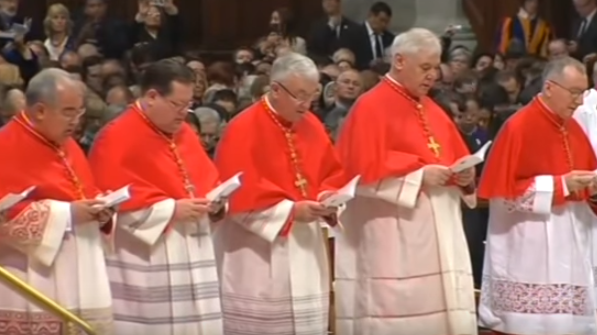
Cardenales con el hábito coral

La dignidad de cardenal, eclesiástico de alto rango de la Iglesia católica, es el título honorífico más alto que puede conceder el papa. Quienes lo reciben se convierten en miembros del Colegio Cardenalicio y son «creados» en una ceremonia especial llamada consistorio público.
La principal misión del Colegio Cardenalicio es elegir al sumo pontífice en caso de fallecimiento o renuncia del anterior. En circunstancias habituales, el deber fundamental del Colegio Cardenalicio es aconsejar al papa. Muchos cardenales gobiernan diócesis o archidiócesis importantes, presiden los organismos de la curia romana y participan activamente en la administración de la Santa Sede.
Dado que en sus orígenes los cardenales eran clérigos al servicio de la diócesis de Roma, es costumbre que a cada cardenal designado por el papa se le asigne un titulus, que puede ser: bien un obispado sufragáneo (llamado suburbicario —etimológicamente, «inferior en la ciudad»), o un título presbiterial o la diaconía de un templo de la archidiócesis de Roma.
El vocablo «cardenal» deriva del latín cardo o bisagra, lo cual sugiere el papel de fulcro (punto de apoyo, gozne) que desempeñan: ellos son las «bisagras» alrededor de las cuales gira todo el edificio de la Iglesia, en torno al papa como máximo dirigente.

## Historia

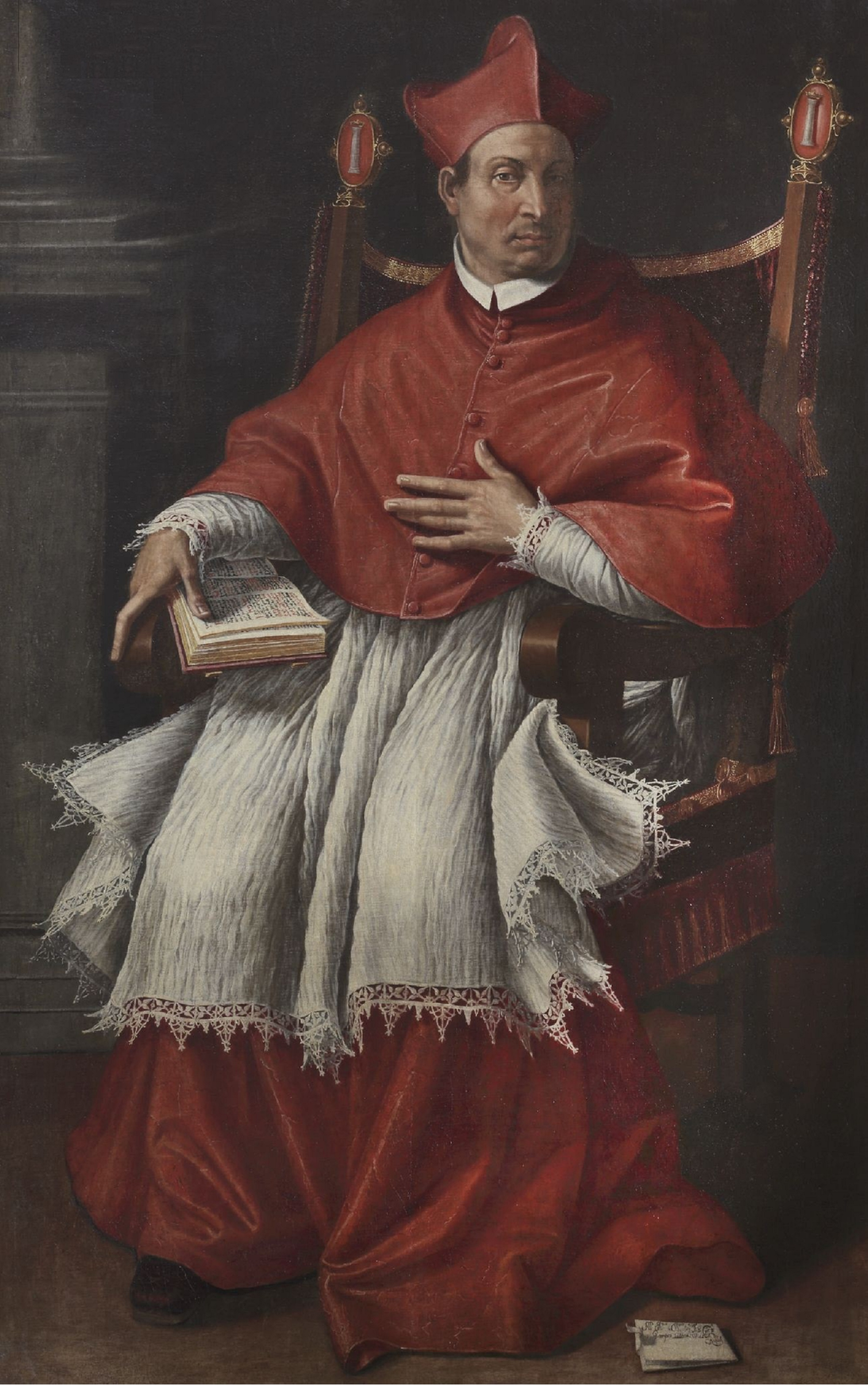
Retrato del cardenal Colonna (1532), influyente eclesiástico en la Italia del.

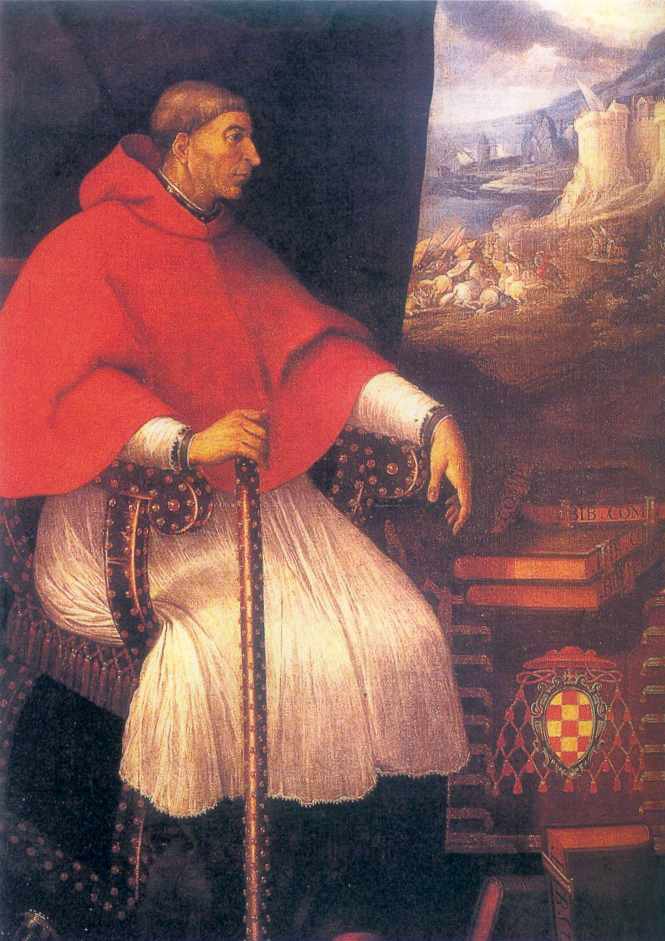
Retrato del cardenal Cisneros, influyente hombre de Estado en la España del.

Los cardenales eligen al papa, aunque no siempre ha sido así. Originalmente, eran los miembros de la Iglesia de Roma quienes lo hacían, pero este procedimiento cambió durante la Edad Media, hasta hacer que solo los cardenales, un grupo especial de clérigos de la diócesis de Roma, tuvieran derecho a elegir al sucesor del apóstol Pedro. La constitución apostólica In nomine Domini, promulgada por el papa Nicolás II en 1059 limitó la potestad de elección a los cardenales romanos que fueran obispos. En 1179, el papa Alejandro III (constitución apostólica Licet de vitanda discordia) extendió a todos los cardenales este derecho. En 1274 el papa beato Gregorio X fijó que para la elección del papa eran precisos los dos tercios de los votos de los cardenales reunidos (constitución apostólica Ubi periculum). Ambas disposiciones siguen vigentes.
En tiempos más modernos, los monarcas ingleses, españoles y franceses nombraron cardenales como primeros ministros: El cardenal Thomas Wolsey en Inglaterra, el cardenal Alberoni en España, Richelieu y Mazarino en Francia. Igualmente las más importantes cortes europeas forzaban el nombramiento de determinados cardenales para que gestionaran en Roma sus respectivos intereses. Estos hombres eran cardenales no por sus funciones religiosas sino porque permitían que sus reyes les pagasen con los impuestos eclesiásticos. Roma aceptaba la pérdida de dichos impuestos para proteger el resto de su propiedad y rentas.
En teoría, el papa puede sustituir al Colegio Cardenalicio por otro cuerpo de electores en cualquier momento, aunque para ello habría que modificar el Código de Derecho Canónico (capítulo III, cánones 349 y ss.). Lo habitual es que se modifique el estatuto de elección: para ceñirnos al último siglo, ya desde tiempos de San Pío X y de manera más profunda durante los pontificados de Pío XII, de Juan XXIII, de Pablo VI y de Juan Pablo II, se han modificado las reglas y número de miembros del Colegio Cardenalicio. Una propuesta recurrente ha sido la de que sea el Sínodo de los obispos la instancia que elija al papa. Sin embargo, este no puede reunirse más que a petición del papa.

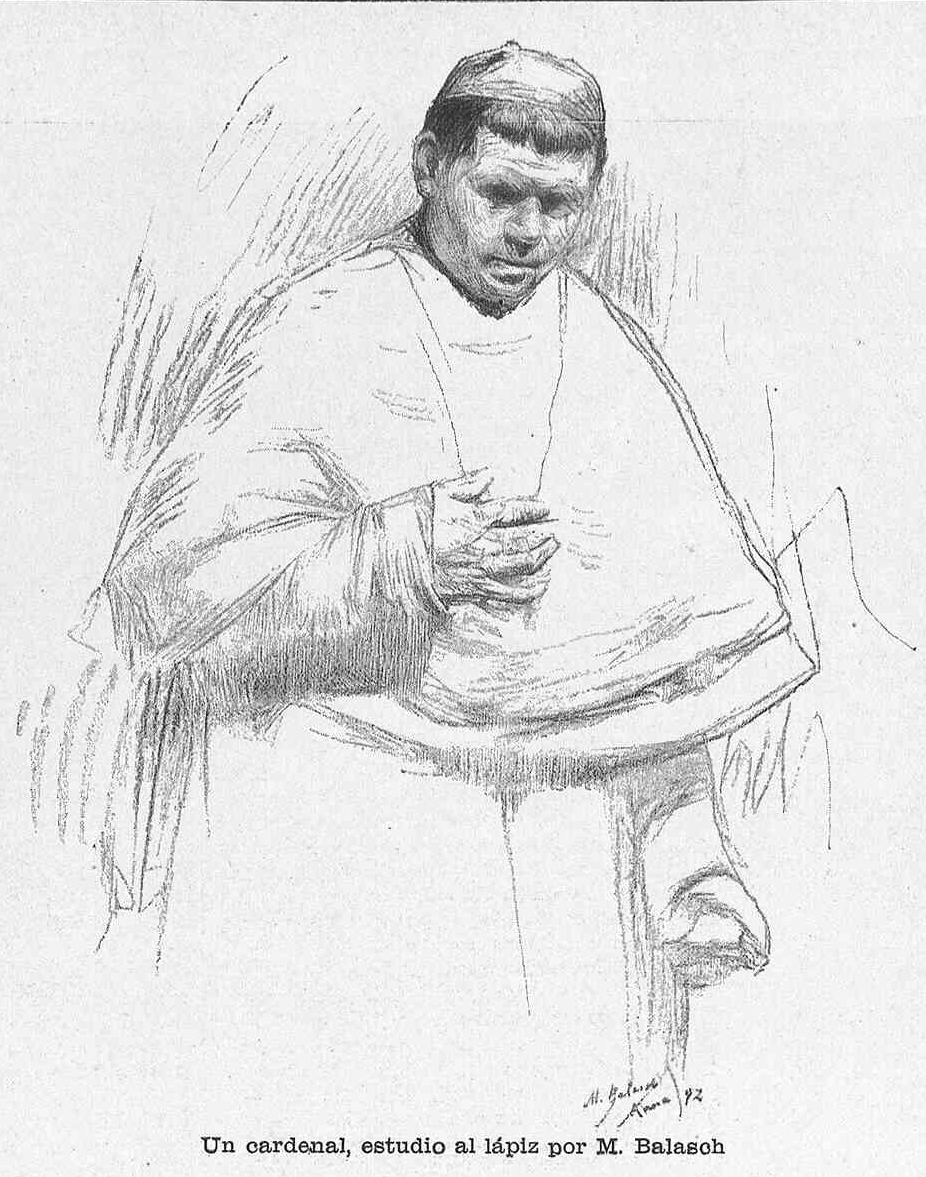
«Un cardenal», estudio al lápiz de Mateo Balasch.

Sea como fuere, la pertenencia al Colegio cardenalicio funciona por cooptación, pues es el papa quien nombra a los cardenales que, a su vez, nombrarán (o elegirán) al siguiente papa. Antiguamente se hablaba con ironía incluso de un "giovane collegio" de cardenales, que era el grupo que un papa nombraba para forzar una mayoría con vistas a la elección de su sucesor. En el caso de pontificados largos, la cooptación se hace evidente: es importante considerar el caso muy especial del prolongado pontificado de Juan Pablo II, (lo que no sucedió con Juan XXIII ni con Pablo VI, cuyos pontificados no fueron lo suficientemente largos para permitir la renovación total del Colegio) y, en general, de papas que han ocupado el cargo durante más de quince años. De los cardenales llamados a elegir al sucesor de Juan Pablo II, un total de 115 (en realidad 117, pero dos no asistieron al cónclave por razones de salud), solo dos no habían sido nombrados por este papa. Existe la fundada sospecha, pues, que un papa como mínimo "sugiere el camino" a seguir por su sucesor, valiéndose para ello de la facultad de nombrar cardenales que serán electores entre clérigos que le son ideológicamente afines. Con todo, acostumbra a saltar la sorpresa: en 2005 el elegido fue Joseph Ratzinger, precisamente uno de los dos que no habían sido nombrados cardenales por Juan Pablo II, sino por el antecesor de su antecesor, Pablo VI.
Conviene señalar que, de acuerdo con el "motu proprio" Cum ingravescentem aetatem de 1970 y las constituciones apostólicas Romano Pontifici Eligendo de 1975 y la más reciente Universi Dominici Gregis de 1996, todo cardenal pierde su condición de elector si cumple los 80 años de edad antes de que se declare la Sede vacante. De este modo algunos cardenales, especialmente del orden de los diáconos (a menudo distinguidos con el cardenalato como reconocimiento a una excelente carrera), que han sido nombrados cuando ya sobrepasaban esa edad, nunca ostentarán la condición de electores.
A lo largo de la historia, unos pocos cardenales han 
renunciado voluntariamente
a su dignidad.
El Colegio de Cardenales tiene como máximas jerarquías el decano, el vicedecano (véase "cardenales obispos") y el "camarlengo", oficial mayor de la Santa Sede, al cual compete la organización de la Sede Vacante y del cónclave. Dispone además de un prelado secretario y de un tesorero, cargos estos no necesariamente ocupados por cardenales.

## El cardenalato

Escudo de cardenal indicado por el capelo (sombrero de ala) con quince borlas dispuestas en cinco órdenes a cada lado, todo de gules (el lema y las armas son propias de cada cardenal, así como el báculo con una o dos cruces según este sea obispo o arzobispo).

La condición de cardenal es un título honorífico (ajeno al Sacramento del Orden), como lo son las de patriarca, monseñor, arcipreste, canónigo, decano, archidiácono (o arcediano), deán y otras. En el pasado, se nombró cardenal a personas que no eran sacerdotes: el último de ellos fue Teodolfo Mertel, cardenal diácono de S. Eustachio y posteriormente de S. Lorenzo in Damaso y protodiácono, que fue nombrado en 1858 y murió en 1899 sin haber recibido la ordenación sacerdotal.
La púrpura cardenalicia (de color púrpura escarlata) es conferida por el romano pontífice en unas ceremonias llamadas «consistorios», para que los elegidos puedan participar de la elección del sucesor del papa, actuando colegiadamente en caso de sede vacante o para actuar como asesores en distintas materias que sean importantes para el papa. Por ello muchos cardenales presiden secretarías, comités, comisiones, dicasterios y otras oficinas en la Santa Sede, y además muchos de ellos rigen las diócesis más importantes del mundo.
Según el canon 351.1 del Código de Derecho Canónico de 1983 vigente, los promovidos al cardenalato deben ser varones libremente elegidos por el sumo pontífice, que hayan recibido el orden del presbiterado y que se hayan distinguido notablemente en doctrina, costumbres, piedad y prudencia en la gestión de sus asuntos.
Este canon sin embargo añade que «Los que aún no sean obispos, deben recibir la consagración episcopal». Compete al papa, no obstante, eximir de esta consagración al candidato a cardenal cuando existan razones de peso, como en el caso reciente del Rev. Avery Dulles S. J., profesor de la Universidad de Fordham en Nueva York y uno de los teólogos más prestigiosos del mundo, que solo era presbítero en el momento de su elevación a cardenal diácono de Ss. Nomi di Gesù e Maria in via Lata en 2001. El padre Dulles solicitó del papa Juan Pablo II la dispensa de la consagración episcopal debido a su avanzada edad, pues ya contaba al ser creado cardenal con más de 80 años y su salud era precaria. En el consistorio del 28 de noviembre de 2020 fue creado cardenal diácono el predicador pontificio, Raniero Cantalamessa, franciscano capuchino, que solicitó y consiguió del papa Francisco no ser consagrado obispo. Además, el día en que recibió la asignación de la diaconía y recibió el solideo y birreta roja, lo hizo vistiendo el hábito marrón de su orden, con el correspondiente cordón blanco franciscano en lugar del fajín rojo cardenalicio. De esta forma revivió la no tan lejana costumbre de que los cardenales pertenecientes a órdenes religiosas no vistieran la sotana roja, sino el hábito del color tradicional de su orden.
En el ámbito civil, los cardenales que residen en Roma gozan automáticamente de la ciudadanía y del pasaporte del Estado de la Ciudad del Vaticano.

## Órdenes
De acuerdo con el canon 350.1 del Código de Derecho Canónico, los cardenales se organizan en tres órdenes:
- El orden episcopal: cardenales obispos.
- El orden presbiteral: cardenales presbíteros o de título.
- El orden diaconal: cardenales diáconos.

Cada cardenal, en el momento de ser nombrado, recibe una sede, un título o una diaconía sustentados en templos romanos que tradicionalmente disponen de este cargo. Según el canon 350.5, mediante opción hecha en consistorio y aprobada por el papa, los cardenales del orden presbiterial pueden pasar de un título a otro (caso del cardenal Carlo Furno, quien en 2005 recibió el título de S. Cuore di Cristo Re y que al año siguiente lo cambió por el de S. Onofrio), y los del orden diaconal de una diaconía a otra (caso más infrecuente; el último ha sido Pietro Palazzini, creado en 1973 cardenal diácono de S. Pier Damiani in Monte S. Paolo y que al año siguiente optó por la diaconía de S. Girolamo della Carità).
A su vez, los cardenales diáconos que lleven un mínimo de diez años en ese orden, pueden optar al orden presbiterial. Es el caso del suizo Gilberto Agustoni, creado cardenal diácono de Ss. Urbano e Lorenzo a Prima Porta en 1994, quien en 2005 optó por el orden presbiterial, siendo su diaconía elevada a «título» pro illa vice (solo por esta vez).
Para ingresar en el orden episcopal o, dentro de él, para cambiar de sede suburbicaria, se requiere decisión directa del papa (véase más abajo lo que se indica a propósito del decano y el vicedecano). La práctica habitual es que el papa escoja a un cardenal del orden presbiterial para promoverlo al orden episcopal, y no que cree un cardenal obispo ex novo.

### Cardenales obispos
Los cardenales obispos son aquellos de mayor rango en el Colegio de Cardenales. Dado que, como queda dicho, es norma general que todos los cardenales sean obispos, el título de «cardenal obispo» solo significa que el cardenal ostenta el episcopado de una de las siete llamadas «diócesis suburbicarias», las sufragáneas de la diócesis de Roma, o bien es un patriarca de las Iglesias orientales católicas, en número variable (canon 350.1).
Las sedes episcopales suburbicarias son: Ostia, Velletri-Segni, Frascati, Porto-Santa Rufina, Albano, Palestrina y Sabina-Poggio Mirteto. El hecho de que ostenten un cardenal como titular no es óbice para que estas diócesis puedan tener su propio obispo con potestad ordinaria.
Los patriarcas orientales que pertenecen al orden de cardenales obispos son: Béchara Pedro Raï, patriarca de Antioquía de los maronitas, y Luis Rafael I Sako, patriarca de Bagdad de los caldeos; de ellos, solo el segundo tiene condición de elector por tener menos de 80 años. 
El decano es el cardenal obispo que está a la cabeza del Colegio de Cardenales (como primus inter pares, primero entre iguales). Es electo por y entre los cardenales obispos. Está ayudado por un vicedecano y la elección de ambos debe de ser confirmada por el papa (canon 352.2). Antiguamente, la posición de decano correspondía al cardenal obispo con mayor antigüedad (significado auténtico de la palabra «decano»), sin embargo esto ya no ocurre normalmente, pues se espera que el decano cumpla una serie de funciones clave durante el periodo de sede vacante y para ello debe estar en plenas facultades. En 2002, el cardenal Bernardin Gantin llegó a los ochenta años de edad por lo que perdía su derecho a ser elector, y aunque nada ni nadie se lo exigía, con tal motivo dimitió del decanato del Sacro Colegio Cardenalicio y se retiró a su Benín natal.
Como las sedes suburbicarias son siete y los cardenales obispos son solo seis, el decano adopta el título de cardenal obispo de Ostia además del propio que ya tenía asignado con anterioridad (canon 350.4). El título de Ostia es intrínseco al de decano del Colegio y entre sus antiguos privilegios está el de ordenar obispo al papa recién electo en caso de que no tuviera la ordenación episcopal (canon 355.1). Esto ocurrió por última vez en 1831 cuando fue elegido papa Gregorio XVI, quien no era obispo al momento de su elección.
El decano y el vicedecano son los únicos cardenales que necesariamente deben tener su residencia en la ciudad de Roma (canon 352.4). En la actualidad (junio de 2025) ambos cargos están ocupados respectivamente por el italiano Giovanni Battista Re, cardenal obispo de Ostia y de Sabina–Poggio Mirteto, y el argentino Leonardo Sandri, cardenal obispo de Ss. Biagio e Carlo ai Catinari.
| Nombre                        | País      | Fecha de nacimiento y edad       | Título suburbicario   | Fecha del nombramiento | Cargo en la Curia |
| ----------------------------- | --------- | -------------------------------- | --------------------- | ---------------------- | --- |
| Giovanni Battista Re (decano) | Italia    | 30 de enero de 1934 (91 años)    | Ostia (como decano)   | 25 de enero de 2020    | Prefecto emérito de la Congregación para los Obispos                                                                              |
| Giovanni Battista Re (decano) | Italia    | 30 de enero de 1934 (91 años)    | Sabina-Poggio Mirteto | 1 de octubre de 2002   | Prefecto emérito de la Congregación para los Obispos                                                                              |
| Luis Antonio Tagle            | Filipinas | 21 de junio de 1957 (67 años)    | Albano                | 24 de mayo de 2025     | Proprefecto de la Sección para la primera evangelización y las nuevas Iglesias particulares del Dicasterio para la Evangelización |
| Beniamino Stella              | Italia    | 18 de agosto de 1941 (83 años)   | Porto-Santa Rufina    | 1 de mayo de 2020      | Prefecto emérito de la Congregación para el Clero                                                                                 |
| Francis Arinze                | Nigeria   | 1 de noviembre de 1932 (92 años) | Velletri-Segni        | 25 de abril de 2005    | Prefecto emérito de la Congregación para el Culto Divino y la Disciplina de los Sacramentos                                       |
| Tarcisio Bertone              | Italia    | 2 de diciembre de 1934 (90 años) | Frascati              | 10 de mayo de 2008     | Secretario de Estado emérito y camarlengo emérito                                                                                 |
| José Saraiva Martins          | Portugal  | 6 de enero de 1932 (93 años)     | Palestrina            | 24 de febrero de 2009  | Prefecto emérito de la Congregación para las Causas de los Santos                                                                 |

El 26 de junio de 2018, se anunció que, correspondiente a la ampliación del número de los cardenales presbíteros y de los cardenales diáconos en las últimas décadas, habría un aumento del número de cardenales obispos. Cuatro cardenales (Parolin, Sandri, Ouellet y Filoni), a partir del 28 de junio, se elevarían a este rango, equiparándolos en todo a los titulares de las sedes suburbicarias. El 1 de mayo de 2020 se hizo público lo mismo con el cardenal Luis Antonio Tagle.
| Nombre                      | País      | Fecha de nacimiento y edad        | Título                                         | Fecha del nombramiento | Encargo en la Curia |
| --------------------------- | --------- | --------------------------------- | ---------------------------------------------- | ---------------------- | --- |
| Leonardo Sandri, vicedecano | Argentina | 18 de noviembre de 1943 (81 años) | Santos Blas y Carlos en Catinari               | 26 de junio de 2018    | Prefecto emérito de la Congregación para las Iglesias Orientales                                                        |
| Pietro Parolin              | Italia    | 17 de enero de 1955 (70 años)     | Santos Simón y Judas Tadeo en Torre Ángela     | 26 de junio de 2018    | Secretario de Estado de la Santa Sede                                                                                   |
| Marc Ouellet, P.S.S.        | Canadá    | 8 de junio de 1944 (81 años)      | Santa María en Traspontina                     | 26 de junio de 2018    | Prefecto emérito de la Congregación para los Obispos y presidente emérito de la Pontificia Comisión para América Latina |
| Fernando Filoni             | Italia    | 15 de abril de 1946 (79 años)     | Nuestra Señora de Coromoto en San Juan de Dios | 26 de junio de 2018    | Gran maestre de la Orden del Santo Sepulcro de Jerusalén                                                                |

### Cardenales presbíteros o de título
Son los cardenales a los que les ha sido asignada la titularidad de una diócesis o arquidiócesis importante en cualquier parte del mundo. Este orden es el tradicionalmente más numeroso (actualmente 149). Como ejemplos actuales, Ricardo Blázquez Pérez, 
arzobispo emérito de Valladolid es cardenal presbítero de Santa María in Vallicella, Norberto Rivera Carrera, arzobispo primado emérito de México, es cardenal presbítero de S. Francesco d'Assisi a Ripa Grande; Rubén Salazar Gómez, arzobispo emérito de Bogotá (Colombia), es cardenal presbítero de San Gerardo Maiella; Luis José Rueda Aparicio, arzobispo de Bogotá (Colombia), es cardenal presbítero de San Lucas en Vía Prenestina; Mario Aurelio Poli es cardenal presbítero de S. Roberto Bellarmino; o Peter Erdö, arzobispo de Budapest (Hungría), que es cardenal del título de S. Balbina. Tanto S. Roberto Bellarmino como SS. Nome di Maria in Via Latina o S. Balbina son templos parroquiales existentes en la ciudad de Roma. Naturalmente estos títulos son solo honoríficos, pues más allá del protocolo y de un cierto patrocinio, los cardenales presbíteros no tienen potestad de régimen alguna sobre las iglesias de las que son titulares; es más, tienen expresamente prohibido inmiscuirse en los asuntos ordinarios de las mismas (canon 357.1).
Aunque debe prevalecer, desde luego, la calidad personal del candidato, a la hora de nombrar cardenales presbíteros o de título se recurre preferentemente a criterios de representación geográfica, es decir, que existen en el mundo determinadas sedes episcopales cuyo titular suele ser cardenal, ya sea por la importancia intrínseca de la diócesis o bien por traer consigo la representación de todo un país. A su vez y mediante esta norma no escrita, son llamados al Colegio cardenalicio personas de las nacionalidades más diversas a fin de dar muestra y contenido de la universalidad de la Iglesia católica.

### Cardenales diáconos
Son los que han recibido la diaconía (orden eclesiástico inmediatamente inferior al sacerdocio) de alguna iglesia de la ciudad de Roma que dispone de este privilegio (actualmente 28). Acostumbran a ser adscritos al orden diaconal los cardenales que no ostentan una jurisdicción episcopal ordinaria, sino que ocupan altos cargos en la Curia Romana, en el Estado de la Ciudad del Vaticano o bien han merecido la púrpura por haberse distinguido en otros campos. Un ejemplo reciente, además del ya citado caso del P. Avery Dulles S.J., es el del padre Andrea Cordero Lanza di Montezemolo, cuya importante actividad se ha desarrollado no en diócesis concretas, sino por todo el mundo al servicio de la diplomacia de la Santa Sede, y que en 2006 fue nombrado cardenal diácono de Santa Maria in Portico.
De entre los cardenales diáconos destaca el "cardenal protodiácono" (etimológicamente, el primero de los diáconos, es decir, el de más antigüedad en el orden). El protodiácono, tras la finalización del Cónclave y la elección del nuevo papa, anuncia a la multitud congregada en la Plaza de San Pedro el nombre del cardenal que ha sido elegido papa y el nombre con que será conocido como tal (p. ej., Joseph Ratzinger, Benedicto XVI). Inicia su anuncio con las palabras en latín Annuntio vobis gaudium magnum: habemus papam, que significan: «Os anuncio una gran alegría: tenemos [nuevo] papa».
También compete al cardenal protodiácono la coronación (imposición del "palio") de los nuevos arzobispos metropolitanos (canon 355.2), lo cual incluye al nuevo papa. En el caso reciente de Benedicto XVI, la proclamación y la coronación fueron realizadas por el chileno Jorge Medina Estévez, cardenal diácono de S. Saba, que en aquel momento era el "protodiácono", es decir, el más antiguo de los cardenales de este orden.

## Cardenalesin pectoreo secretos

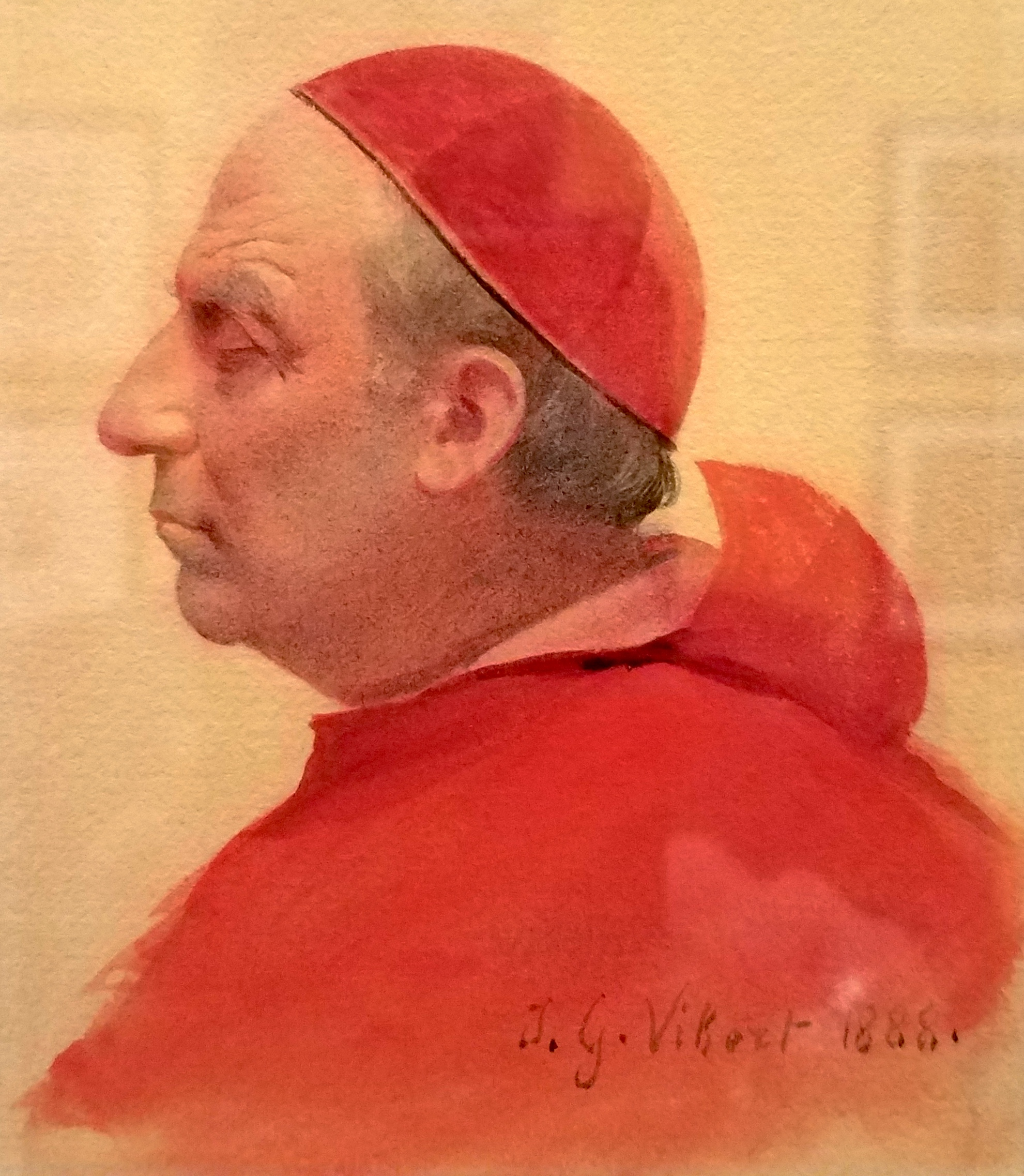
Un cardenal de perfil (1888), obra de Jehan Georges Vibert, conservada en The Morgan Library & Museum.

Además de los cardenales proclamados, un papa puede nombrar cardenales in pectore, expresión latina que significa en el pecho. A un cardenal in pectore solo lo conoce el papa; puede ser que ni siquiera el propio cardenal tenga noticia de su elevación. Los cardenales reservados in pectore lo son para protegerlos a ellos o a sus congregaciones de represalias en caso de conocerse su identidad, o bien para que su nombramiento no cree tensiones internacionales a la Santa Sede.
Si las condiciones cambian, de forma que un cardenal secreto no comporte ya mayores riesgos, el papa puede hacer público el nombramiento del cardenal in pectore en cualquier momento, ocupando el lugar de precedencia de su consistorio original.
Si un papa muere antes de revelar la identidad de un cardenal in pectore, el cardenalato expira. Este fue el caso ocurrido con el papa Juan Pablo II, quien se especula que nombró a un cardenal in pectore al final de su pontificado y que permaneció secreto incluso hasta la muerte del pontífice el 2 de abril de 2005. Se pensó en la posibilidad de que el testamento del Santo padre contuviese el nombre del cardenal in pectore, pero no fue así, y lo más probable es que nunca llegue a saberse a quién cupo el honor de la designación.
Por el contrario, el último caso de un cardenal in pectore cuyo nombre fue dado a conocer más tarde es el de Marian Jaworski, arzobispo de Leópolis y primado de la Iglesia Ucraniana de rito latino. Fue creado cardenal en 1998, pero su nombre permaneció reservado in pectore hasta que se procedió a su proclamación en el consistorio del 21 de febrero de 2001, cuando se le asignó el título de S. Sisto.

## Vestimentas

Vestimenta de diario de un cardenal

Desde 1464 a los cardenales se les distingue por sus vestimentas de color púrpura escarlata (de ahí que se les llame purpurados).
Su hábito coral consta de:
- Una sotana roja.

Hábito coral de un cardenal

- Un capelo cardenalicio: un sombrero rojo. En la antigüedad era el signo que llevaban los esclavos liberados. También lo usaban los ciudadanos libres en las fiestas y solemnidades. Actualmente ha caído en desuso y el papa ya no lo impone a los cardenales.
- Una birreta roja, la cual es impuesta por el romano pontífice en una ceremonia especial después de su elección.
- Un anillo cardenalicio, que es distinto del de los obispos ordinarios. Los cardenales reciben este anillo como signo de su matrimonio con la Iglesia de Roma y con toda la Iglesia universal y en su interior suelen tener grabado el escudo de armas del papa que los ha creado. El papa Benedicto XVI, rompe con la costumbre de entregar el anillo cardenalicio al día siguiente, durante la Misa que concelebran los nuevos cardenales, haciendo entrega del mismo el mismo día en que son impuestos su birreta y solideo, en el Consistorio público.

El color rojo simboliza la disposición del cardenal a morir por su fe.
Por el color de sus vestimentas, dieron nombre a un ave de plumaje rojo y negro. Además, al igual que los sacerdotes y obispos, los cardenales usan una sotana negra como hábito de calle, en su caso adornada con ribetes, botones y faja rojos. En algunas zonas donde hay climas tropicales como Ecuador, Brasil, La India y la mayoría de los países de África entre otras latitudes, los cardenales usan sotana blanca, con los mismos detalles de la negra que se usa en los países de climas templados. En algunos casos, suele usarse en ciertas liturgias solemnes un roquete encima de la sotana negra, aunque es más común usarlo con la roja.

## Tratamiento protocolario
Desde 1630, los cardenales ostentan el tratamiento de «eminencia». La palabra «cardenal» pasa a formar parte del nombre del prelado antes del apellido como, por ejemplo el del arzobispo de Buenos Aires, Mario Aurelio Poli: Tras su creación se convierte en Mario Aurelio, Cardenal Poli. De igual modo, los cardenales reciben el tratamiento de Su Eminencia (S. E.) si no son obispos y Su Eminencia Reverendísima (o S. E. R.) cuando se trata de un cardenal que es obispo o arzobispo al mismo tiempo, aunque en ocasiones se utiliza también la fórmula "Eminentísimo y Reverendísimo Señor" (Emmo. y Rvdmo. Sr. si se usan abreviaturas) o simplemente Eminencia.
Algunos cardenales utilizan en su rúbrica en latín la fórmula S.R.E. Cardinalis, que significa "Sanctæ Romanæ Ecclesiæ Cardinalis", de modo que Marius Aurelius S.R.E. Cardinalis Poli se debe interpretar como Mario Aurelio Cardenal de la Santa Iglesia de Roma Poli.

## Cardenales electores en el cónclave
Los cardenales electores, todos aquellos que el día en que inicia la Sede Vacante (sea por muerte o por renuncia del sumo pontífice), tengan menos de ochenta años de edad, asumen, por una parte, el gobierno de la Iglesia, y por otra, la responsabilidad de elegir al nuevo papa en el cónclave.

## Etimología de la palabra
La etimología (origen) de la palabra viene del latín cardo, -inis, que significa «bisagra».
Como las virtudes cardinales, que son las virtudes «bisagras». Así como la puerta gira alrededor de las bisagras, del mismo modo el edificio de las virtudes, gira alrededor de las cuatro virtudes «cardinales».
Así como el universo gira alrededor de los cuatro puntos «cardinales». Con referencia a los cardenales, ellos son las «bisagras» alrededor de las cuales gira todo el edificio de la iglesia, en torno al papa, y con este, en torno a Jesucristo.

## Incardinación
Por su sola elección, quedan incorporados al clero de Roma, y por ello son colaboradores inmediatos del romano pontífice, ya sea en la Curia Romana, como en las Congregaciones Romanas (para los obispos, para el clero, para la vida consagrada, para los laicos, para las relaciones ecuménicas, etc.), ayudando así al Santo Padre en el gobierno servicial de la Iglesia Universal.

## Elección
Para su nombramiento, según el Código de Derecho Canónico, se eligen varones destacados por su sabiduría (doctrina), costumbres (coherencia de vida), piedad (oración y relación experiencial con Dios) y prudencia (buen actuar, discernimiento, decisiones acertadas). Se tiende a que haya una representación mundial si bien eso ya queda a discreción del papa reinante, ya que no existen cupos estipulado por países.

## Residencia
Si no tienen diócesis asignadas a su cargo, y trabajan en la Curia o en las Congregaciones romanas ayudando al papa en el gobierno de la Iglesia Universal, deben residir en la Ciudad del Vaticano.
Estando fuera de sus diócesis, no dependen de los obispos diocesanos para su actuación, ni deben pedirle permisos a estos.

## Legaciones
Como Legados del Santo Padre para algún acontecimiento o evento, pueden actuar solamente en aquello para lo cual han sido delegados, sin meterse en ninguna otra cuestión (por ejemplo, los legados del Santo Padre para los Congresos Eucarísticos, etc.).

## Signos del cardenal

### Elcapelocardenalicio
Es un sombrero rojo escarlata de ala ancha, hoy en desuso salvo en heráldica. Era, en la antigüedad, el signo que llevaban los esclavos liberados. También lo usaban los ciudadanos libres en las fiestas y solemnidades.
Significa la libertad gloriosa que se considera que gozan los cristianos.
El sombrero rojo como propio de la vestimenta de los cardenales fue uno de los decretos del Primer Concilio de Lyon, (1245).
Los cardenales colocan un capelo rojo con quince borlas a cada lado, antiguo símbolo de su cargo, encima de su escudo de armas.

### El anillo
Los obispos llevan un anillo signo de su desposorio con su Iglesia diocesana, donde hacen las veces de Cristo Esposo. Los cardenales reciben este anillo como signo de su desposorio con la Iglesia de Roma, y, por lo tanto, con toda la Iglesia Universal, al ser Roma la cabeza de las Iglesias particulares (las diócesis, que son la porción más pequeña en que se divide la Iglesia para su administración y gobierno).

### El color rojo
Es el color de los mártires.
Significa la sangre derramada del Cordero, y ellos como servidores (siervos) del Cordero de Dios se revisten de rojo y significa que deben estar dispuestos a defender con sangre a la Iglesia.

## Consistorios
Son sus reuniones con el papa. Se pueden encontrar con relativa facilidad los consistorios de los últimos nueve siglos, hasta el día de hoy.

### Ordinarios
Son los que convoca el Santo Padre con los cardenales que viven en Roma (residente en la Urbe), para tratar determinados temas a favor de la Iglesia y del mundo.

### Extraordinarios
Son los convocados por el Santo Padre con los cardenales de todo el mundo, para tratar temas de determinado interés (los dispersos por el Orbe). Estos, al recibir la convocatoria, deben acudir inmediatamente.

## El cónclave
Es la reunión de cardenales para determinar la elección del papa, donde actualmente los cardenales mayores de 80 años no tienen derecho a voto. Literalmente significa “con llave” (cum clave, en latín). Hace referencia a una antigua leyenda por la cual los italianos, cansados de que los cardenales vivieran en Roma sin llegar a la elección del sumo pontífice fallecido, decidieron encerrarlos “con llave”. De allí “cónclave”.